# University of the Pacific Men's Volleyball 2013
Questa voce raccoglie le informazioni riguardanti la University of the Pacific Men's Volleyball nella stagione 2013.

## Stagione
La stagione 2013 è la ventunesima per coach Joe Wortmann sulla panchina dei Tigers. Il suo staff è composto dal solo Jonah Carson, al terzo anno nel ruolo di assistente allenatore.
La fisionomia della rosa è notevolmente cambiata rispetto alla stagione precedente: i nuovi arrivi sono ben otto, sette dei quali dalle formazioni liceali, a differenza di James Tringham, proveniente dalla Brigham Young University, dove tuttavia non giocava dalla stagione 2008; in uscita si registrano ben dieci partenze tra giocatori che hanno terminato la propria carriera ed interruzioni premature, mentre il solo Joby Ramos si trasferisce alla University of Hawaii at Manoa.
Il campionato si aprile il 4 gennaio col successo per 3-0 sulla George Mason University. Le prime sconfitte arrivano però nei due incontri successivi, con la Stanford University e la Pepperdine University, ma sono a loro volta seguite da un periodo di buoni risultati, con quattro vittorie ed una sola sconfitta nel seguenti cinque incontri. Si apre però un filone di risultati molto negativi per i Tigers, vede i programma sconfitto in ben dieci incontri consecutivi; il trend negativo viene spezzato nel secondo match contro la Grand Canyon University. Segue un altro filotto di risultati non esaltanti, che vede i Tigers vittoriosi in due sole occasione, a fronte però di ben sei insuccessi. La stagione regolare si chiude con la sofferta vittoria sulla California Baptist University. Il record di vittorie stagione non è sufficiente a portare il programma al Torneo MPSF e la stagione dei Tigers si chiude al termine della regular season.

## Organigramma societario
Area direttiva
- Presidente: Ted Leland

Area tecnica
- Allenatore: Joe Wortmann
- Assistente allenatore: Jonah Carson

## Rosa
| N° | Nome                 | Ruolo | Data di nascita | Nazionalità sportiva | Anno      |
| -- | -------------------- | ----- | --------------- | -------------------- | --------- |
| 1  | Marty Ross           | C     |                 | Stati Uniti          | Freshman  |
| 2  | Javier Caceres       | L     |                 | Porto Rico           | Junior    |
| 3  | Peter Edwards        | S     |                 | Stati Uniti          | Freshman  |
| 4  | Justin Gibbs         | S     |                 | Stati Uniti          | Freshman  |
| 5  | Matthew Houlihan     | S     |                 | Stati Uniti          | Senior    |
| 6  | Patrick Tunnell      | P     |                 | Stati Uniti          | Senior    |
| 7  | Marco Grasso         | P     |                 | Brasile              | Freshman  |
| 8  | Edgardo Cartagena    | S/O   |                 | Porto Rico           | Freshman  |
| 9  | Adam Troy            | P/S   |                 | Stati Uniti          | Junior    |
| 10 | Tommy Carmody        | C     |                 | Stati Uniti          | Sophomore |
| 11 | Ryan Smith           | C     |                 | Stati Uniti          | Sophomore |
| 12 | Taylor Hughes        | S     |                 | Stati Uniti          | Senior    |
| 14 | Giovanni Llinas      | S     |                 | Porto Rico           | Freshman  |
| 15 | James Tringham       | C     |                 | Stati Uniti          | Senior    |
| 17 | Christian Franceschi | S     |                 | Stati Uniti          | Freshman  |
| 18 | Griffin Ender        | L     |                 | Stati Uniti          | Sophomore |
| 20 | Christian Ahlin      | C     |                 | Stati Uniti          | Senior    |

## Mercato
| Acquisti | Acquisti             | Acquisti                    | Acquisti   |
| R.       | Nome                 | da                          | Modalità   |
| -------- | -------------------- | --------------------------- | ---------- |
| C        | Marty Ross           | Providence Catholic HS      | definitivo |
| S        | Peter Edwards        | De La Salle HS              | definitivo |
| P        | Marco Grasso         | Colegio Mackenzie           | definitivo |
| S/O      | Edgardo Cartagena    | Colegio Católico Notre Dame | definitivo |
| S        | Giovanni Llinas      | Colegio Adianez             | definitivo |
| S        | Christian Franceschi | Bishop Moore High School    | definitivo |
| L        | Griffin Ender        | Valencia HS                 | definitivo |
| C        | James Tringham       | Brigham Young               | definitivo |

| Cessioni | Cessioni         | Cessioni | Cessioni   |
| R.       | Nome             | a        | Modalità   |
| -------- | ---------------- | -------- | ---------- |
| P        | Joby Ramos       | Hawaii   | definitivo |
| S        | Shane deRooy     | -        | ritirato   |
| S/O      | Chris Brecheisen | -        | ritirato   |
| S        | Dylan Walker     | -        | ritirato   |
| S/O      | Sean Daley       | -        | ritirato   |
| S        | Ryan Spencer     | -        | ritirato   |
| S        | Florian Gornik   | -        | ritirato   |
| S/O      | Marcian Evans    | -        | ritirato   |
| S        | Jeremy Kaimikaua | -        | ritirato   |
| P        | Cory Leckie      | -        | ritirato   |

## Risultati

### Division I NCAA

#### Regular season

##### Girone
| 4 gennaio 2013 Alex G. Spanos Center, Stockton   | Pacific             | 3 - 0 | George Mason        | 25-23, 25-19, 25-23               |
| 12 gennaio 2013 Burnham Pavilion, Stanford       | Stanford            | 3 - 2 | Pacific             | 25-23, 17-25, 25-27, 25-17, 19-17 |
| 18 gennaio 2013 Firestone Fieldhouse, Malibù     | Pepperdine          | 3 - 0 | Pacific             | 25-19, 25-19, 25-15               |
| 20 gennaio 2013 Galen Center, Los Angeles        | Southern California | 1 - 3 | Pacific             | 18-25, 21-25, 28-26, 25-27        |
| 25 gennaio 2013 Alex G. Spanos Center, Stockton  | Pacific             | 3 - 2 | UC Santa Barbara    | 26-28, 25-20, 21-25, 25-23, 15-12 |
| 27 gennaio 2013 Alex G. Spanos Center, Stockton  | Pacific             | 0 - 3 | UC Los Angeles      | 22-25, 19-25, 12-25               |
| 1º febbraio 2013 Alex G. Spanos Center, Stockton | Pacific             | 3 - 1 | UC Santa Cruz       | 21-25, 25-20, 26-24, 25-15        |
| 8 febbraio 2013 Alex G. Spanos Center, Stockton  | Pacific             | 3 - 1 | UC San Diego        | 25-22, 17-25, 26-24, 25-17        |
| 9 febbraio 2013 Alex G. Spanos Center, Stockton  | Pacific             | 0 - 3 | UC Irvine           | 16-25, 15-25, 21-25               |
| 15 febbraio 2013 Walter Pyramid, Long Beach      | CSU Long Beach      | 3 - 0 | Pacific             | 25-19, 25-22, 25-19               |
| 16 febbraio 2013 The Matadome, Los Angeles       | CSU Northridge      | 3 - 1 | Pacific             | 25-15, 24-26, 25-22, 25-17        |
| 22 febbraio 2013 Smith Fieldhouse, Provo         | Brigham Young       | 3 - 0 | Pacific             | 25-20, 25-20, 25-15               |
| 1º marzo 2013 Alex G. Spanos Center, Stockton    | Pacific             | 1 - 3 | Pepperdine          | 20-25, 25-18, 28-30, 16-25        |
| 2 marzo 2013 Alex G. Spanos Center, Stockton     | Pacific             | 1 - 3 | Southern California | 25-23, 27-29, 16-25, 22-25        |
| 6 marzo 2013 Van Dyne Gym, Riverside             | California Baptist  | 3 - 0 | Pacific             | 25-21, 25-21, 25-19               |
| 8 marzo 2013 Pauley Pavilion, Los Angeles        | UC Los Angeles      | 3 - 0 | Pacific             | 25-19, 25-19, 25-20               |
| 9 marzo 2013 Rob Gym, Santa Barbara              | UC Santa Barbara    | 3 - 0 | Pacific             | 25-21, 25-16, 26-24               |
| 15 marzo 2013 Alex G. Spanos Center, Stockton    | Pacific             | 2 - 3 | Grand Canyon        | 25-18, 23-25, 25-18, 23-25, 9-15  |
| 16 marzo 2013 Alex G. Spanos Center, Stockton    | Pacific             | 3 - 1 | Grand Canyon        | 23-25, 25-18, 25-18, 25-23        |
| 22 marzo 2013 Stan Sheriff Center, Honolulu      | Hawaii              | 3 - 1 | Pacific             | 25-22, 25-21, 19-25, 25-23        |
| 23 marzo 2013 Stan Sheriff Center, Honolulu      | Hawaii              | 3 - 1 | Pacific             | 23-25, 25-23, 25-20, 25-20        |
| 29 marzo 2013 Alex G. Spanos Center, Stockton    | Pacific             | 1 - 3 | CSU Long Beach      | 23-25, 25-27, 25-19, 16-25        |
| 30 marzo 2013 Alex G. Spanos Center, Stockton    | Pacific             | 3 - 1 | CSU Northridge      | 25-23, 25-23, 11-25, 29-27        |
| 2 aprile 2013 Alex G Spanos Center, Stockton     | Pacific             | 0 - 3 | Stanford            | 22-25, 21-25, 17-25               |
| 5 aprile 2013 RIMAC Arena, La Jolla              | UC San Diego        | 2 - 3 | Pacific             | 25-17, 19-25, 36-34, 24-26, 9-15  |
| 6 aprile 2013 Crawford Court, Irvine             | UC Irvine           | 3 - 0 | Pacific             | 25-20, 25-16, 25-18               |
| 12 aprile 2013 Alex G. Spanos Center, Stockton   | Pacific             | 0 - 3 | Brigham Young       | 21-25, 23-25, 19-25               |
| 13 aprile 2013 Alex G Spanos Center, Stockton    | Pacific             | 3 - 2 | California Baptist  | 21-25, 29-27, 18-25, 32-30, 15-13 |

## Statistiche

### Statistiche di squadra
| Competizione    | Punti | In casa | In casa | In casa | In trasferta | In trasferta | In trasferta | Campo neutro | Campo neutro | Campo neutro | Totale | Totale | Totale |
| Competizione    | Punti | G       | V       | P       | G            | V            | P            | G            | V            | P            | G      | V      | P      |
| --------------- | ----- | ------- | ------- | ------- | ------------ | ------------ | ------------ | ------------ | ------------ | ------------ | ------ | ------ | ------ |
| NCAA Division I | .250  | 15      | 7       | 8       | 13           | 2            | 11           | 0            | 0            | 0            | 28     | 9      | 19     |
| Totale          | .250  | 15      | 7       | 8       | 13           | 2            | 11           | 0            | 0            | 0            | 28     | 9      | 19     |

G = partite giocate; V = partite vinte; P = partite perse

### Statistiche dei giocatori
| Giocatore     | Division I NCAA | Division I NCAA | Division I NCAA | Division I NCAA | Division I NCAA | Totale | Totale | Totale | Totale | Totale |
| Giocatore     | P               | PT              | AV              | MV              | BV              | P      | PT     | AV     | MV     | BV     |
| ------------- | --------------- | --------------- | --------------- | --------------- | --------------- | ------ | ------ | ------ | ------ | ------ |
| C. Ahlin      | 28              | 222             | 121             | 95              | 6               | 28     | 222    | 121    | 95     | 6      |
| J. Caceres    | 28              | 1               | 1               | 0               | 0               | 28     | 1      | 1      | 0      | 0      |
| T. Carmody    | 27              | 258             | 147             | 108             | 3               | 27     | 258    | 147    | 108    | 3      |
| P. Edwards    | 28              | 10              | 4               | 0               | 6               | 28     | 10     | 4      | 0      | 6      |
| G. Ender      | 5               | 0               | 0               | 0               | 0               | 5      | 0      | 0      | 0      | 0      |
| C. Franceschi | 23              | 49              | 37              | 8               | 4               | 23     | 49     | 37     | 8      | 4      |
| M. Grasso     | 21              | 11              | 5               | 4               | 2               | 21     | 11     | 5      | 4      | 2      |
| M. Houlihan   | 28              | 242             | 196             | 44              | 2               | 28     | 242    | 196    | 44     | 2      |
| T. Hughes     | 28              | 476             | 375             | 89              | 12              | 28     | 476    | 375    | 89     | 12     |
| M. Ross       | 15              | 56              | 32              | 20              | 4               | 15     | 56     | 32     | 20     | 4      |
| R. Smith      | 0               | 0               | 0               | 0               | 0               | 0      | 0      | 0      | 0      | 0      |
| J. Tringham   | 0               | 0               | 0               | 0               | 0               | 0      | 0      | 0      | 0      | 0      |
| A. Troy       | 28              | 374             | 299             | 57              | 18              | 28     | 374    | 299    | 57     | 18     |
| P. Tunnell    | 26              | 98              | 45              | 48              | 5               | 26     | 98     | 45     | 48     | 5      |

P = presenze; PT = punti totali; AV = attacchi vincenti; MV = muri vincenti; BV = battute vincenti

## Premi individuali
Nessuno dei Tigers ha ricevuto alcun riconoscimento individuale.